# Challenge Licciardi
Le Challenge Licciardi est une étape française du circuit mondial de fleuret junior. Ce tournoi, l'un des plus anciens en France, a fêté son 70e anniversaire en 2024.

## Histoire
Le Challenge Licciardi rend hommage à Salvatore Licciardi, un escrimeur émérite et ancien membre de l'équipe nationale italienne des années 1920. Salvatore, connu pour son courage, a défendu la cause de Dreyfus lors d'un duel marquant alors qu'il était correspondant à Paris pour le Corriere della Sera. Après son décès en 1951, son fils Bernard Licciardi, également escrimeur et résidant à Marseille, a lancé un tournoi France-Italie au fleuret senior, donnant naissance au premier Challenge Licciardi en 1952.
À la mort de Bernard, ses enfants Carole, Sandra et Bruno ont continué à perpétuer cette tradition familiale, honorant ainsi la mémoire de leur père et grand-père.

## Le Challenge Licciardi aujourd'hui

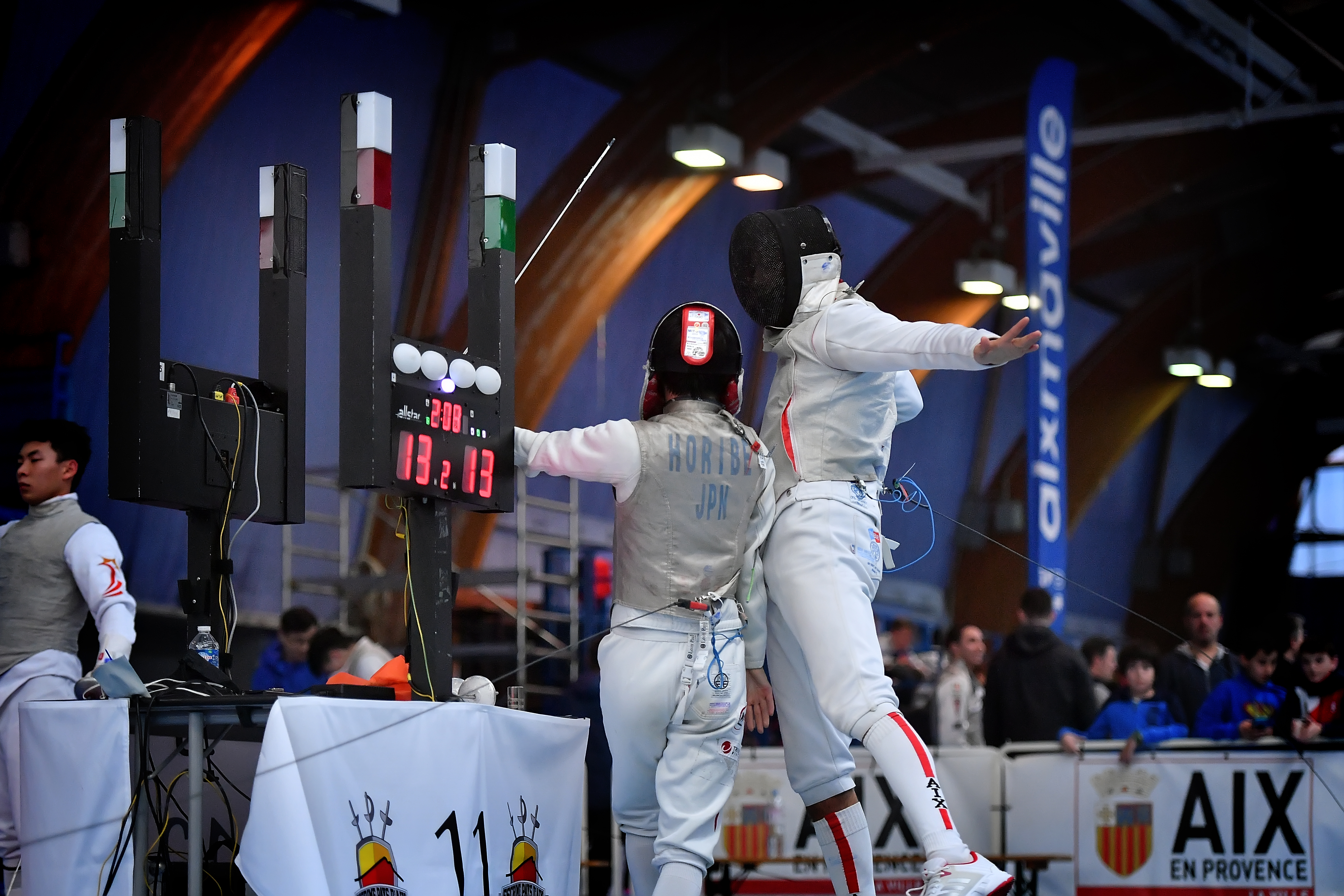
Le challenge Licciardi

Devenu une compétition internationale officielle, le Challenge Licciardi est un événement majeur pour l'élite du fleuret , il est l'étape française de la coupe du monde Junior. Il attire plus de 200 compétiteurs de 30 nations différentes, tous cherchant à démontrer leur talent et à obtenir des points précieux pour le classement de la Fédération Internationale d’Escrime (FIE), en vue des prochaines échéances olympiques. Il est organisé par l'Escrime Pays d'Aix.

## Palmarès du Challenge Licciardi depuis 1983
- 1983 : Stephano Cerioni (Italie)  Vainqueur en 1983, champion olympique à Séoul en 1988 et médaillé de bronze à Los Angeles en 1984[4].
- 1984 : Stig Strand (Suède)
- 1985 : Roman Christen (Allemagne)
- 1986 : Mato Algreen (Suède)
- 1987 : Alessandro Puccini (Italie)  Vainqueur en 1987 et champion olympique à Atlanta en 1996.
- 1988 : Thomas Endress (Allemagne)
- 1989 : Daniele Crosta (Italie)
- 1990 : Karsten Riedl (Allemagne)
- 1991 : Oscar Granler (Suède)
- 1992 : Alessandro Cominotti (Italie)
- 1993 : Matteo Zennaro (Italie)
- 1994 : Salvatore Sanzo (Italie)  Vainqueur en 1994, champion du monde en 2001, médaillé d'argent à Athènes en 2004 et de bronze à Pékin en 2008.
- 1995 : Cliff Bayer (États-Unis)
- 1996 : Jean Yves Robin (France)
- 1997 : Andrei Deev (Russie)
- 1998 : Johannes Kruger (Allemagne)
- 1999 : Peter Joppich (Allemagne)  Vainqueur en 1999, double champion du monde en 2003 et 2007.
- 2000 : André Wessels (Allemagne)
- 2001 : Terence Joubert (France)
- 2002 : Richard Kruse (Angleterre)
- 2003 : Boris Zork (Allemagne)
- 2004 : Benjamin Kleibrink (Allemagne)  Vainqueur en 2004 et champion olympique à Pékin en 2008.
- 2005 : Martino Minuto (Italie)
- 2006 : Thibault Sarda (France)
- 2007 : Dmitry Zherebchenko (Russie)
- 2008 : Giorgio Avola (Italie)
- 2009 : Erin Fitzgerald (Angleterre)
- 2011 : Daniele Garozzo (Italie)  Vainqueur en 2011, médaillé d'or à Rio de Janeiro en 2016 et médaillé d'argent à Tokyo en 2020.
- 2012 : Alessandro Guerra (Italie)
- 2013 : Maximilien Chastanet (France)
- 2014 : Michele Del Macchia (Italie)
- 2015 : Francesco Ingargiola (Italie)
- 2016 : Kenta Suzumura (Japon)
- 2017 : Iskander Akhmetov (Russie)
- 2018 : Alexandre Ediri (France)
- 2019 : Tommasso Marini (Italie)
- 2020 : Mohamed Hamza (Égypte)
- 2022 : Dmitrii Osipov (Russie)
- 2023 : Abdeljalil Wael (France)
- 2024 : Chase Emmer (USA)